# Keelerscheiding

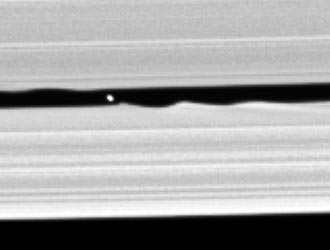
Het maantje S/2005 S1 in de Keelerscheiding. Foto genomen door Cassini-Huygens.

De Keelerscheiding is een kleine scheiding in de A-ring van de ringen van Saturnus, die slechts ongeveer 42 kilometer breed is en zich op een afstand van 136 500 km bevindt van het middelpunt van de planeet. Ze werd genoemd naar James Edward Keeler en werd door de Voyagers ontdekt.
Het maantje dat deze scheiding veroorzaakt werd in 2005 met behulp van het ruimtetuig Cassini ontdekt en is Daphnis gedoopt (voorlopige benaming was S/2005 S1).